# Phrynetoides regius
Phrynetoides regius är en skalbaggsart som först beskrevs av Aurivillius 1886.  Phrynetoides regius ingår i släktet Phrynetoides och familjen långhorningar.
Artens utbredningsområde är Kongo-Kinshasa. Inga underarter finns listade i Catalogue of Life.